# Air Tahiti Nui
Air Tahiti Nui je francouzská letecká společnost se sídlem v Papeete na Tahiti ve Francouzské Polynésii. Provozuje dálkové lety ze své domovské základny na mezinárodním letišti Faaa.

## Historie

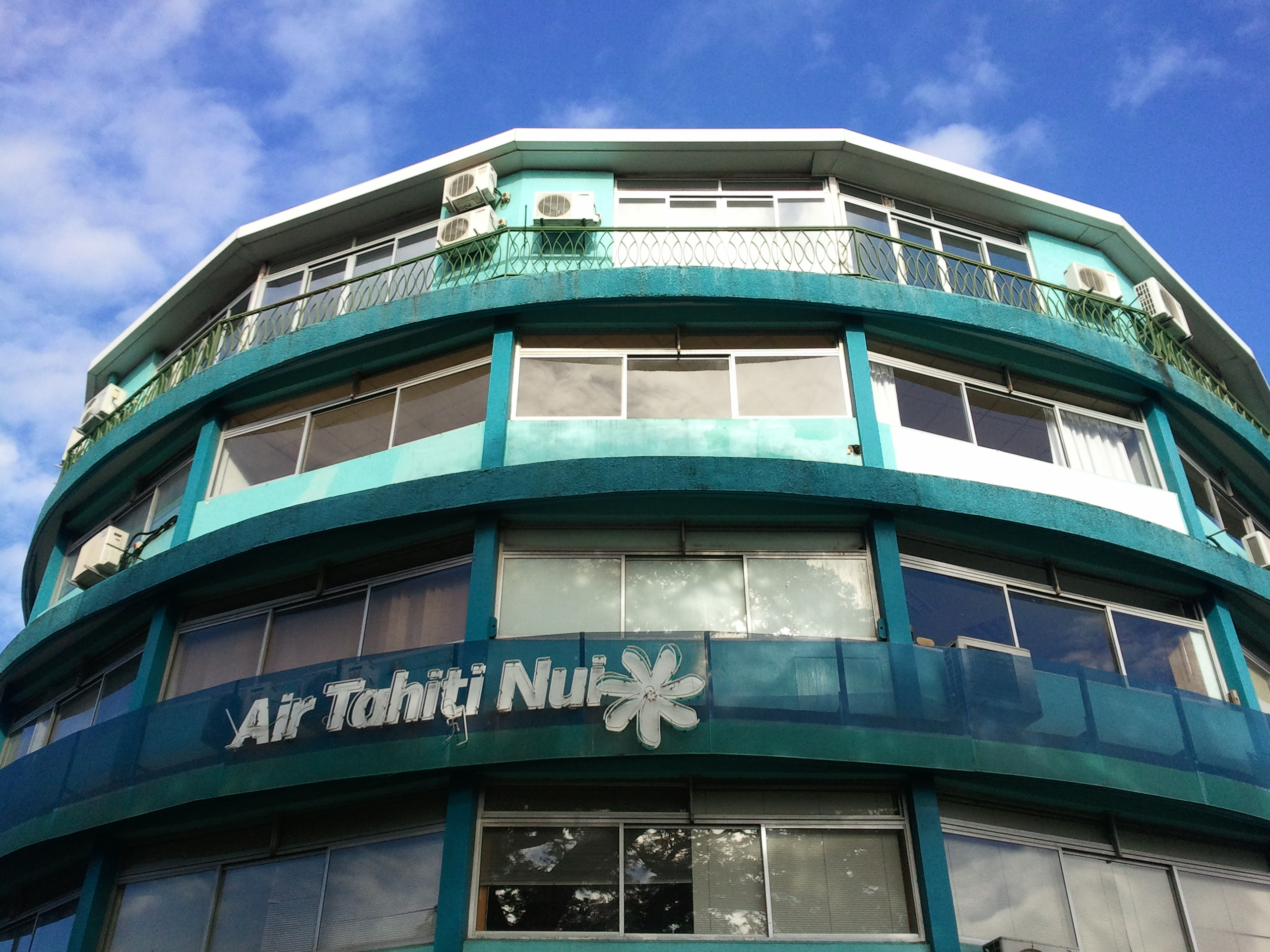
Immeuble Dexter, sídlo Air Tahiti Nui v Papeete

Společnost Air Tahiti Nui byla založena 31. října 1996 a zahájila letové operace 20. listopadu 1998. Byla to první mezinárodní letecká společnost se sídlem v Papeete, Tahiti, vytvořená za účelem rozvoje příjezdového cestovního ruchu. Vláda Francouzské Polynésie je hlavním akcionářem (84,4%) spolu s dalšími místními investory. Ke 31. prosinci 2019 zaměstnávala Air Tahiti Nui 755 zaměstnanců.
V květnu 2015 společnost Air Tahiti Nui oznámila svůj záměr nahradit celou svou leteckou flotilu, která byla v roce 2015 tvořena pěti letadly Airbus A340-300. V letech 2018 a 2019 byly nahrazeny čtyřmi Boeingy 787-9.